# Sonnenberg Verlag
Der Sonnenberg Verlag ist ein seit 1999 bestehender wissenschaftlicher Buchverlag.
Der Verlag war zunächst in Annweiler am Trifels ansässig und hat seinen Sitz mittlerweile in Landshut. Gründer war Jean Firges, der ihn bis zu seinem Tod 2014 leitete. Das Familienunternehmen wird seither von Julian Firges geleitet.

## Themen
Neben Einzelpublikationen gibt der Verlag zwei Buchreihen zu literarisch-philosophischen und zu kulturgeschichtlichen Themenfeldern heraus. Themenfelder des Verlages sind Literatur, Philosophie, Psychologie und Kunst.

## Autoren
Autoren des Verlags sind oder waren unter anderem:
| - Paul Barié - Günter Dietz - Jean Firges | - Pascal Firges - Botho Herrmann - Myron Hurna | - Joannis Markopoulos - Renate Overbeck - Winfried Schindler |

## Auswahl behandelter Autoren
Jean Anouilh, Rose Ausländer, Ingeborg Bachmann, Charles Baudelaire, Paul Celan, Friedrich Hölderlin, Horaz, Eduard Mörike, Michel de Montaigne, Marcel Proust, Sappho, Jean-Paul Sartre